# NGC 2546
NGC 2546 é um aglomerado aberto na direção da constelação de Puppis. O objeto foi descoberto pelo astrônomo Nicolas Lacaille em 1751, usando um telescópio refrator com abertura de 0,5 polegadas. Devido a sua moderada magnitude aparente (+6,3), é visível apenas com telescópios amadores ou com equipamentos superiores. 